# Adolf Dauher

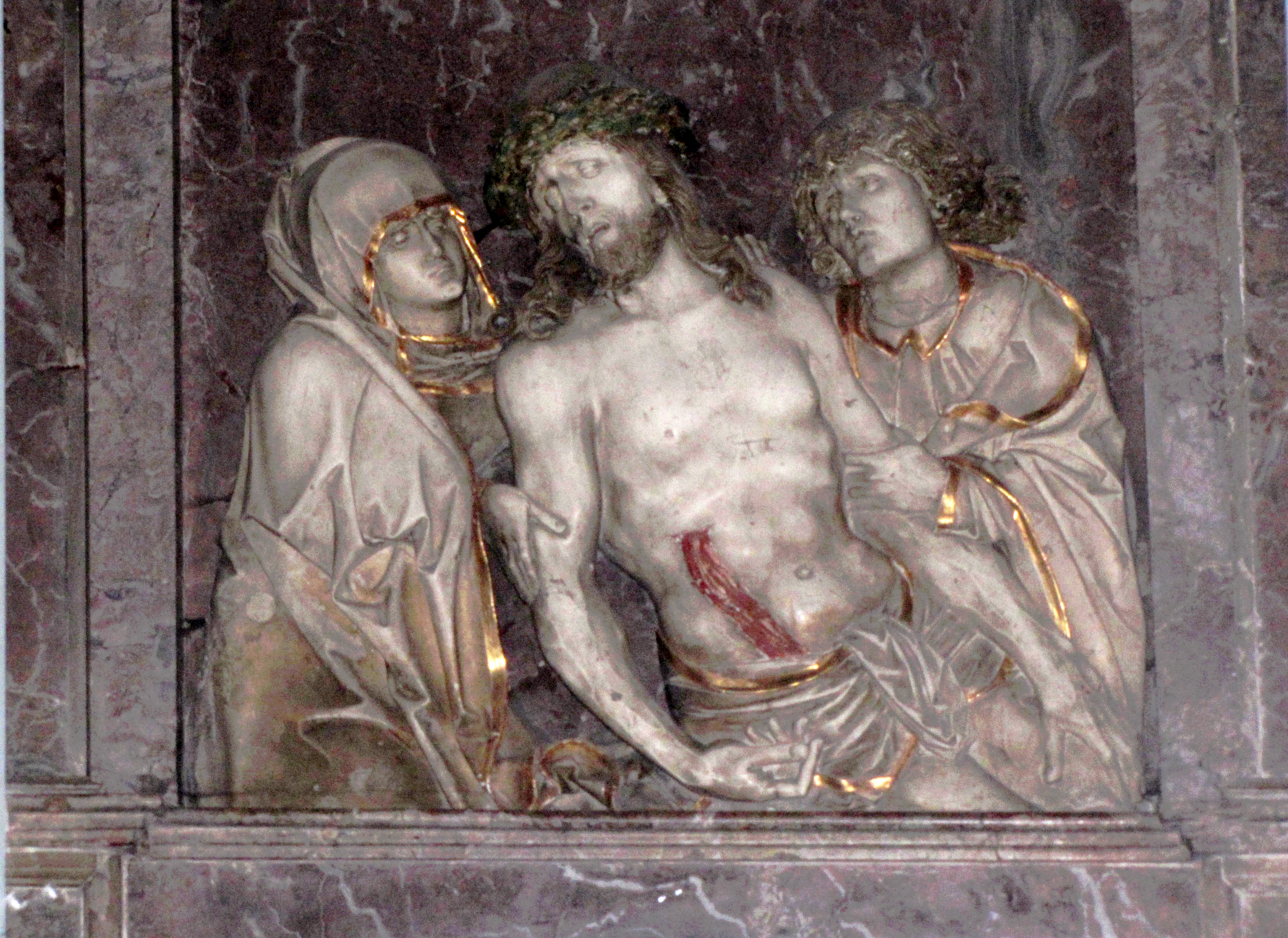
Beweinung Chirsti (1519), in der Kirche Notre-Dame-de-la-Nativité in Saverne

Adolf Dauher der Ältere (* zwischen 1460 und 1465 in Ulm; † zwischen 1523 und 1525 in Augsburg; auch Adolf Daucher) war ein deutscher Schnitzer und Bildhauer der Frührenaissance.

## Leben
In der Werkstatt des Michel Erhart wurde Dauher mit dessen Sohn Gregor als Bildschnitzer und Schreiner ausgebildet. Nach Abschluss seiner Ausbildung siedelte er als junger Meister 1490 nach Augsburg über. Gregor Erhart, der Sohn seines Lehrmeisters, folgte ihm 1494 und zog in Dauhers Haus. Anfänglich hatte der junge Künstler Schwierigkeiten mit dem örtlichen Handwerk, da er in seiner Werkstatt Bildhauer- und Malergesellen beschäftigte.
Trotzdem kam Dauher schnell zu Wohlstand und erwarb diverse Häuser in Augsburg, so 1496 ein Haus im Steuerbezirk Salta zum Windpronnen, 1509 ein zweites außerhalb des Sankt-Gallen-Tores. Seine Söhne Adolf und Hans wurden ebenfalls bekannte Bildhauer. Ersterer wurde vor allem durch das Chorgestühl und die Kanzel von 1550 im Heiligkreuzmünster in Schwäbisch Gmünd bekannt. Hans arbeitete viel mit seinem Vater zusammen und wird ebenso wie dieser zur Ulmer Schule gezählt.

## Werke (Auswahl)
- 1493 Simpertusaltar in St. Ulrich und Afra in Augsburg
- 1495 Eichener Kasten, Baumeistergewölbe des Augsburger Rathaus
- 1498 Frühmeßaltar  in St. Ulrich und Afra in Augsburg
- 1502 Hochaltar in Klosterkirche Kaisheim, Frühmessaltar in St. Moritz in Augsburg, beide mit Gregor Erhart
- 1509 Fuggerkapelle in der Kirche St. Anna in Augsburg im Auftrag vom Jacob Fugger, bedeutendes Werk der Frührenaissance
- 1514 Vorentwurfsmodell (erhalten) und Ausführungsmodell (seit 1945 verschollen) für den Lueginsland der Augsburger Stadtbefestigung. Ältestes erhaltenes Architekturmodell der deutschen Renaissance.
- 1519 Beweinung Christi im Auftrag des sächsischen Herzog Georg für den Straßburger Bischof Wilhelm von Hohnstein, heute in der Pfarrkirche Notre-Dame-de-la-Nativité in Saverne (dt.: Zabern)
- 1520–22 Hauptaltar in der St. Annenkirche in Annaberg mit seinem Sohn Hans Daucher